# Tulcea

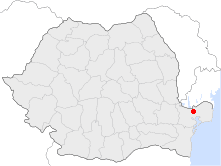
Tulceas läge i Rumänien.

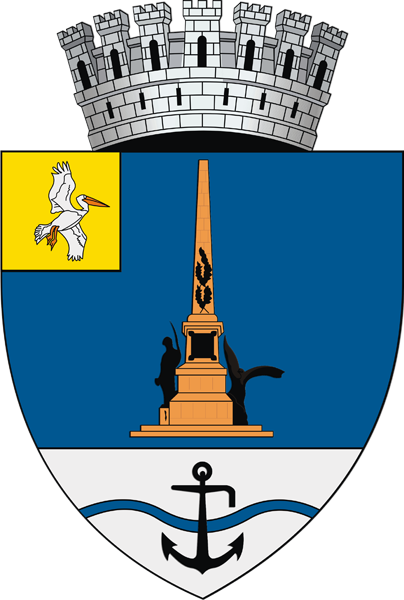
Stadens vapen.

Tulcea är en stad i den rumänska delen av regionen Dobrudzja, nära gränsen mot Ukraina. Staden är administrativ huvudort för länet (județet) Tulcea och hade 73 707 invånare enligt folkräkningen 2011.